# Diretório raiz

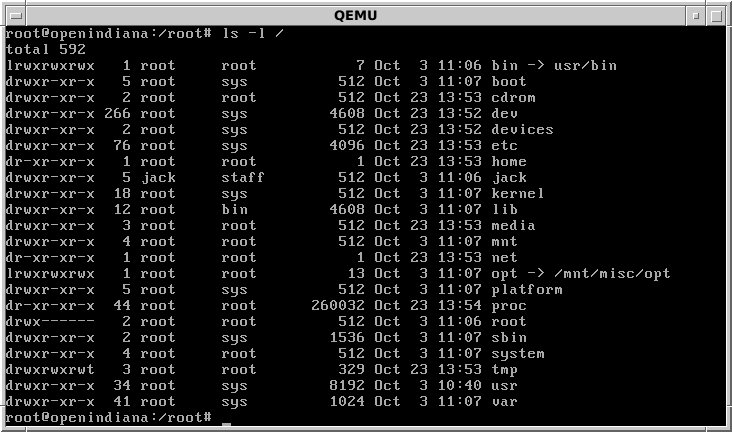
Diretório raiz no sistema operacional OpenIndiana

Em informática, o diretório raiz é o primeiro ou mais alto diretório em uma hierarquia,  principalmente utilizados nos sistema de arquivos do Unix e de sistemas tipo Unix. Pode ser comparado ao tronco de uma árvore, de onde todos os ramos se originam.  O sistema de arquivos raiz é o sistema de arquivos contido na mesma partição de disco na qual o diretório raiz está localizado. Sobre esse sistema raiz, todos os outros sistemas de arquivos são montados quando o sistema é inicializado.

## Sistema operacionais
Em sistemas do tipo Unix, o diretório-raiz é notado pelo sinal / (barra). Todos os acessos ao sistema de arquivos, incluindo os discos removíveis, fazem parte de toda a hierarquia e são sub-ordenadas no diretório raiz.
Já nos sistemas DOS, OS/2 e Microsoft Windows, cada partição possui um diretório raiz individual (nomeado C:\ para uma partição particular C) e não existe um diretório raiz comum que os contenha a todos eles como nos sistemas Unix.
Embora DOS, OS/2 e Windows suportem hierarquias mais abstratas, com partições montáveis dentro de um diretório de outra unidade, isso é raramente visto.  Isso foi possível no DOS através da adição do comando JOIN , disponível para todas as versões de Windows também.